# High Roller for One Drop 2016
Das High Roller for One Drop 2016 war die dritte Austragung dieses Pokerturniers. Es wurde vom 8. und 10. Juli 2016 im Rahmen der World Series of Poker im Rio All-Suite Hotel and Casino in Paradise am Las Vegas Strip ausgespielt und war mit seinem Buy-in von 111.111 US-Dollar hinter dem Super High Roller Bowl und Big One for One Drop Extravaganza das drittteuerste Pokerturnier des Jahres 2016.

## Struktur

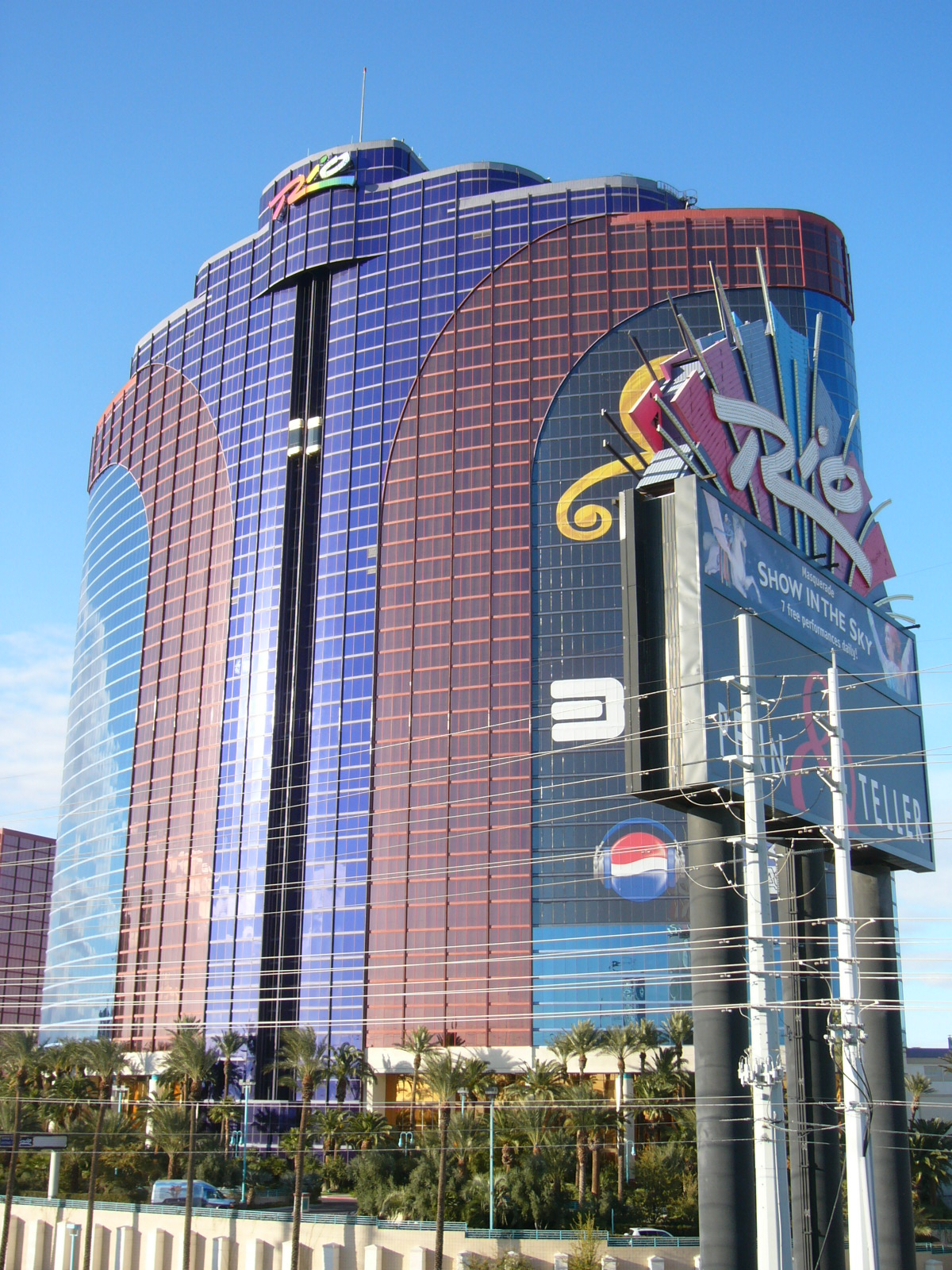
Das Rio All-Suite Hotel and Casino am Las Vegas Strip

Das High-Roller-Turnier in der Variante No Limit Hold’em war das 67. Turnier der World Series of Poker 2016 und das teuerste Event auf dem Turnierplan. Insgesamt nahmen 183 Spieler teil, die einen Preispool von über 19 Millionen US-Dollar generierten.

## Ergebnisse

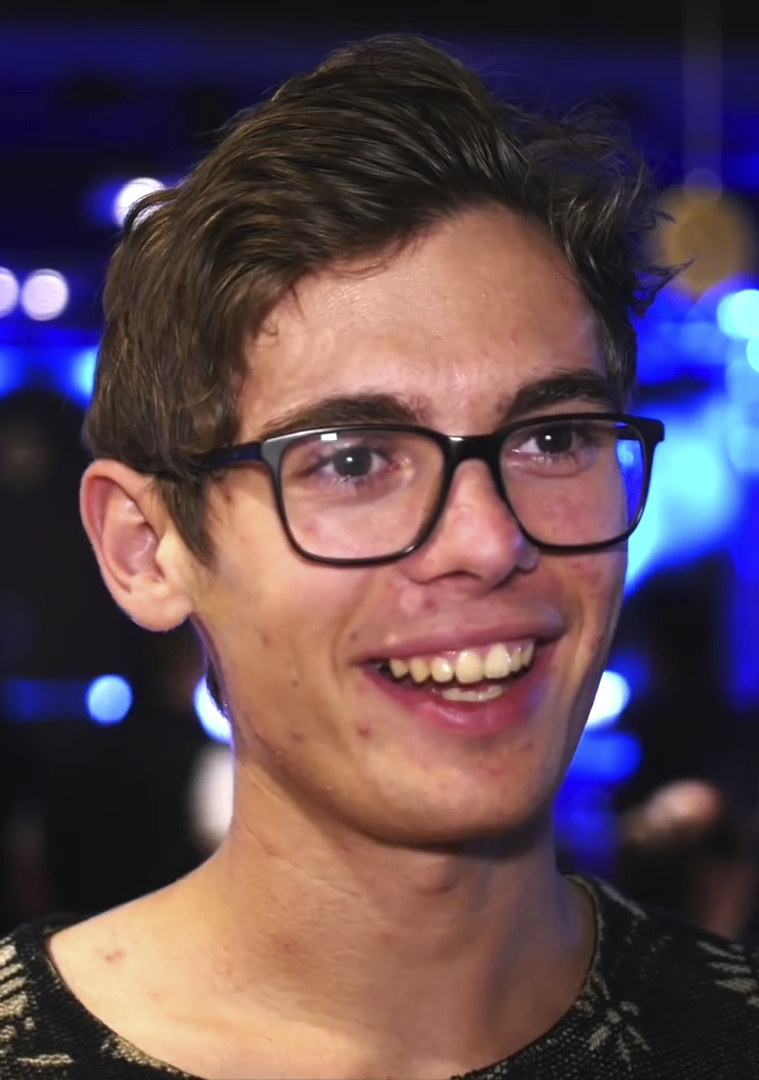
Fedor Holz (2016)

Sieger Fedor Holz erhielt neben dem Preisgeld ein Bracelet. Für die Teilnehmer gab es 28 bezahlte Plätze:
| Platz | Herkunft               | Spieler             | Preisgeld (in $) |
| ----- | ---------------------- | ------------------- | ---------------- |
| 1     | Deutschland            | Fedor Holz          | 4.981.775        |
| 2     | Vereinigte Staaten     | Dan Smith           | 3.078.974        |
| 3     | Deutschland            | Koray Aldemir       | 2.154.265        |
| 4     | Vereinigtes Konigreich | Jack Salter         | 1.536.666        |
| 5     | Vereinigte Staaten     | Brian Green         | 1.117.923        |
| 6     | Vereinigte Staaten     | Joe McKeehen        | 0.829.792        |
| 7     | Vereinigte Staaten     | Nick Petrangelo     | 0.628.679        |
| 8     | Vereinigtes Konigreich | Niall Farrell       | 0.486.383        |
| 9     | Vereinigte Staaten     | Scott Seiver        | 0.384.425        |
| 10    | Vereinigte Staaten     | Brandon Steven      | 0.384.425        |
| 11    | Spanien                | Adrián Mateos       | 0.310.550        |
| 12    | Australien             | David Steicke       | 0.310.550        |
| 13    | Vereinigte Staaten     | Antonio Esfandiari  | 0.256.537        |
| 14    | Spanien                | Sergio Aido         | 0.256.537        |
| 15    | Vereinigte Staaten     | Jason Les           | 0.216.814        |
| 16    | Vereinigte Staaten     | Charles Hook        | 0.216.814        |
| 17    | Italien                | Dario Sammartino    | 0.187.576        |
| 18    | Vereinigte Staaten     | Jeff Gross          | 0.187.576        |
| 19    | Griechenland           | Alexandros Kolonias | 0.187.576        |
| 20    | Russland               | Igor Kurganow       | 0.187.576        |
| 21    | Vereinigte Staaten     | Kyle Julius         | 0.187.576        |
| 22    | Deutschland            | Christoph Vogelsang | 0.187.576        |
| 23    | Vereinigte Staaten     | Isaac Baron         | 0.187.576        |
| 24    | Deutschland            | Rainer Kempe        | 0.187.576        |
| 25    | Deutschland            | Christian Christner | 0.166.212        |
| 26    | Vereinigte Staaten     | Randy Pfeifer       | 0.166.212        |
| 27    | Vereinigtes Konigreich | Tony Bloom          | 0.166.212        |
| 28    | Vereinigte Staaten     | Jason Mo            | 0.166.212        |